# Ernesto Basile
Ernesto Basile (ur. 31 stycznia 1857 w Palermo, zm. 26 sierpnia 1932 tamże) – włoski architekt, tworzący w stylu secesji.

## Życiorys
Jego ojciec Giovanni Battista Filippo Basile był architektem i profesorem na uniwersytecie w Palermo. Ernesto ukończył w 1878 jako  architekt w Palermo Królewską Szkołę Inżynierii i Architektury. Był profesorem architektury technicznej na Uniwersytecie Rzymskim.